# Onthophagus bomberaianus
Onthophagus bomberaianus là một loài bọ cánh cứng trong họ Bọ hung (Scarabaeidae).